# Nguyễn Thị Mai Loan
Nguyễn Thị Mai Loan (sinh 1956) là đại biểu Quốc hội Việt Nam khóa X. Bà thuộc đoàn đại biểu Trà Vinh.
Tên thường gọi: Nguyễn Thị Mai Loan
Ngày sinh: 1/12/1956
Giới tính: Nữ
Dân tộc: Kinh
Tôn giáo: Không
Quê quán: Xã Nhị Long, huyện Càng Long, Trà Vinh
Trình độ chuyên môn: Cử nhân chính trị
Nghề nghiệp, chức vụ: Phó Chủ tịch Hội LHPN tỉnh Trà Vinh
Nơi làm việc: Hội LHPN tỉnh Trà Vinh
Nơi ứng cử: Trà Vinh
Đại biểu Quốc hội khoá: X
Đại biểu chuyên trách: Không
Đại biểu Hội đồng Nhân dân: Không